# Scythris oelandicella
Scythris oelandicella is een vlinder uit de familie dikkopmotten (Scythrididae). De wetenschappelijke naam is voor het eerst geldig gepubliceerd in 1922 door Muller-Rutz.
De soort komt voor in Europa.